# Max Cohen (Journalist)

Max Cohen

Max Cohen (später zur Unterscheidung auch Max Cohen-Reuß genannt; geboren am 30. Januar 1876 in Oberbonsfeld, Kreis Mettmann; gestorben am 12. März 1963 in Paris) war ein deutscher Journalist und sozialdemokratischer Politiker.

## Leben und Wirken
Max Cohen war Sohn eines jüdischen Kaufmanns und Schirrmachers und machte nach dem Besuch des Progymnasiums in Langenberg ebenfalls eine Kaufmannsausbildung. Er arbeitete zunächst als kaufmännischer Angestellter und wurde später Exporteur. Im Jahr 1900 wurde er Mitglied einer Gewerkschaft und im Jahr 1902 trat er der SPD bei. Seit 1904 arbeitete er als Schriftsteller und Journalist. Er war unter anderem Mitarbeiter der Sozialistischen Monatshefte und der Vossischen Zeitung. Nachdem der langjährige Reichstagsabgeordnete Karl Hermann Förster 1912 gestorben war, wurde Cohen am 19. Dezember 1912 für die SPD Reuß älterer Linie im Reichstagswahlkreis Reuß älterer Linie in den Reichstag gewählt. Er gewann bereits im ersten Wahlgang deutlich mit 7911 Stimmen. Seine Gegenkandidaten, der Antisemit Wilhelm Lattmann (1571 Stimmen) und der Nationalliberale und spätere Reichskanzler Gustav Stresemann (5329 Stimmen) gelangten in der SPD-Parteihochburg Reuß älterer Linie nicht in die Stichwahl. Er war von 1912 bis 1918 sozialdemokratisches Mitglied des Reichstages. Außerdem war er in den Jahren 1908 bis 1914 Mitglied der Stadtverordnetenversammlung von Frankfurt am Main.
Während des Ersten Weltkrieges leistete er als Landsturmmann Kriegsdienst und war in dieser Zeit u. a. in der Rohstoffabteilung des Preußischen Kriegsministeriums tätig. Innerhalb der Partei gehörte er dem rechten Flügel an und forderte als Kriegsziel eine Hegemonie Deutschlands in Kontinentaleuropa als Gegengewicht gegenüber den starken Wirtschaftsmächten USA und Großbritannien. Insgesamt unterstützte er auch durch seine guten Kontakte zum Militär den Kurs der Parteiführung um Friedrich Ebert und Philipp Scheidemann.
Während der Novemberrevolution von 1918 (bis April 1919) war er Vertrauensmann der Berliner Soldatenräte, als Mitglied der MSPD. Cohen war Mitglied des Berliner Vollzugsrates und stellvertretender Vorsitzender bzw. Vorsitzender des im Dezember 1918 gewählten Zentralrats der Deutschen Sozialistischen Republik. Er spielte während des Reichsrätekongresses eine wichtige Rolle für die Zustimmung zu einem parlamentarischen Systems. Während der Weimarer Republik war er Mitglied im Vorläufigen Reichswirtschaftsrat. Er diente bis 1933 als Regierungsberater für Wirtschaftsfragen. Zu Beginn der nationalsozialistischen Herrschaft emigrierte er 1934 zunächst nach Paris und kehrte nach dem Krieg nicht dauerhaft nach Deutschland zurück. Nach 1945 war er als Korrespondent für verschiedene deutsche Zeitungen in Frankreich tätig und war von 1947 bis 1951 der offizielle Vertreter der SPD in Frankreich. Er setzte sich für die deutsch-französische Aussöhnung ein und wurde in Frankreich zum Ritter der Ehrenlegion ernannt. Cohen ist mit seiner Frau Elisabeth († 1964) in Neuilly-sur-Seine begraben.

## Schriften (Auswahl)
- Die politische Bedeutung des Zionismus. Deutsches Komitee zur Förderung der jüdischen Palästinaansiedlung, Berlin 1918.
- Das Volk und der Krieg. Hobbing, Berlin 1916.
- Der Aufbau. Bund deutscher Gelehrter und Künstler, Berlin 1919.
- Der Aufbau Deutschlands und der Rätegedanke. Generalsekretariat z. Studium d. Bolschewismus, Berlin 1919.
- Deutscher Aufbau und die Kammer der Arbeit. Kulturliga, Berlin 1920.
- Auf der Suche nach Max Cohen. Artikel in der Velberter Zeitung vom 30. Dezember 2011.